# Chittagong (distrikt)
Chittagong (bengali: চট্টগ্রাম জেলা, engelska: Chittagong District) är ett distrikt i Bangladesh.   Det ligger i provinsen Chittagong, i den sydöstra delen av landet, 210 km sydost om huvudstaden Dhaka. Antalet invånare är 7 616 352. Arean är 5 283 kvadratkilometer.
Terrängen i Chittagong är platt åt sydväst, men åt nordost är den kuperad.
I omgivningarna runt Chittagong växer huvudsakligen savannskog. Runt Chittagong är det mycket tätbefolkat, med 1 056 invånare per kvadratkilometer.